# David Ben-Gurion

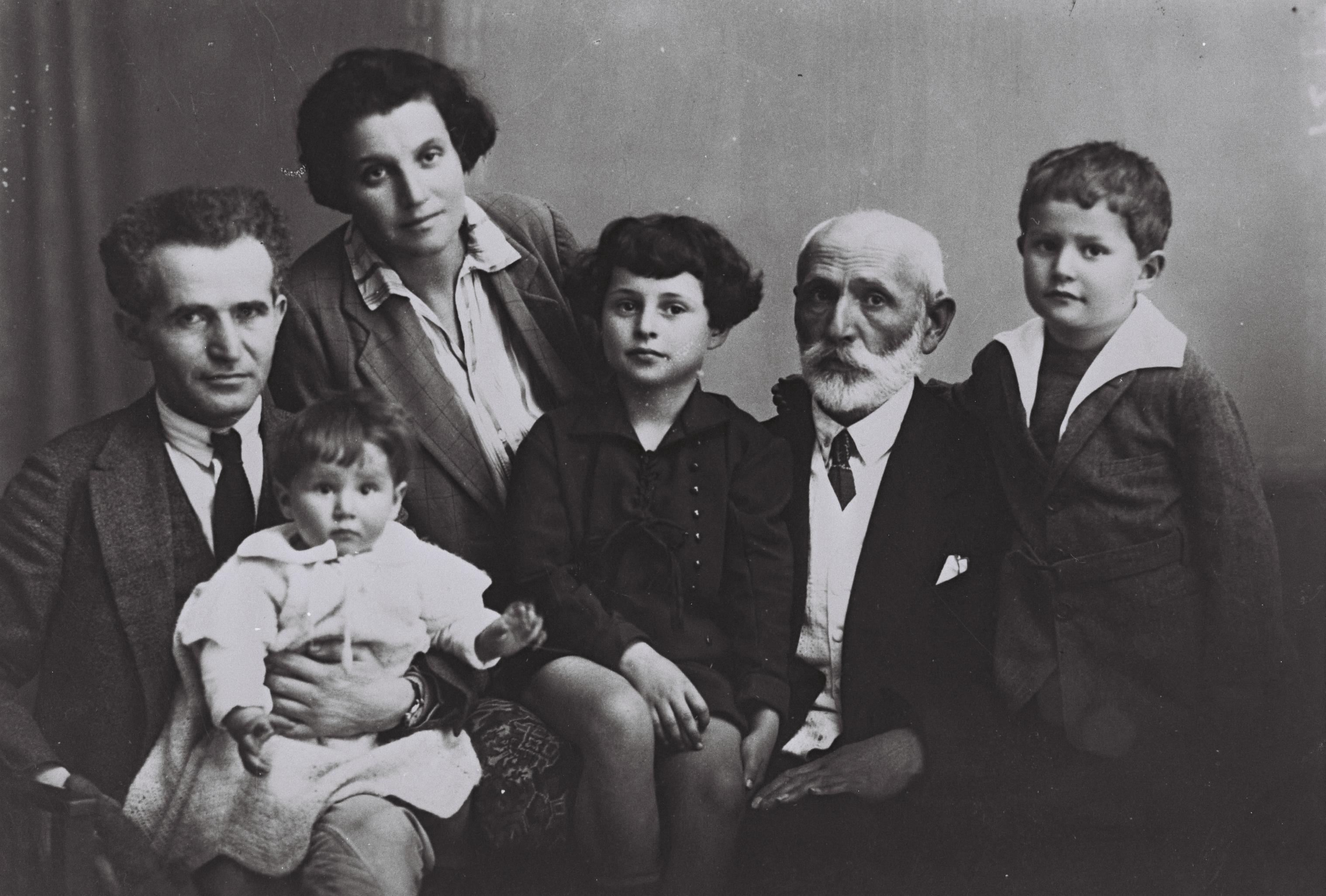
David och Paula Ben-Gurion med yngsta dottern Renana i David Ben-Gurions knä, dottern Geula, fadern Avigdor Grün och sonen Amos, 1929.

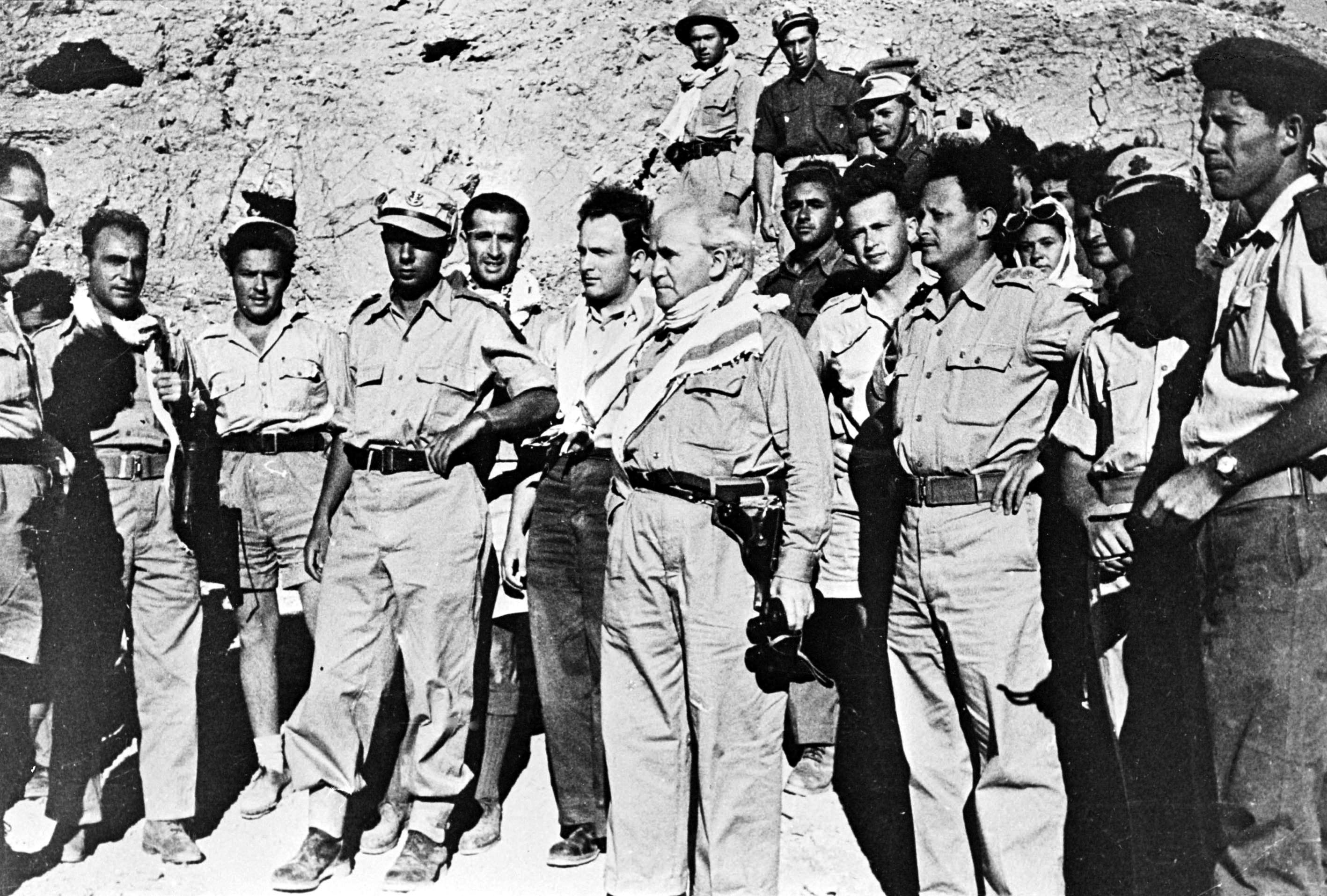
Ben-Gurion som ledare för Palmach inom Haganah på truppinspektion i Negev, maj 1948.

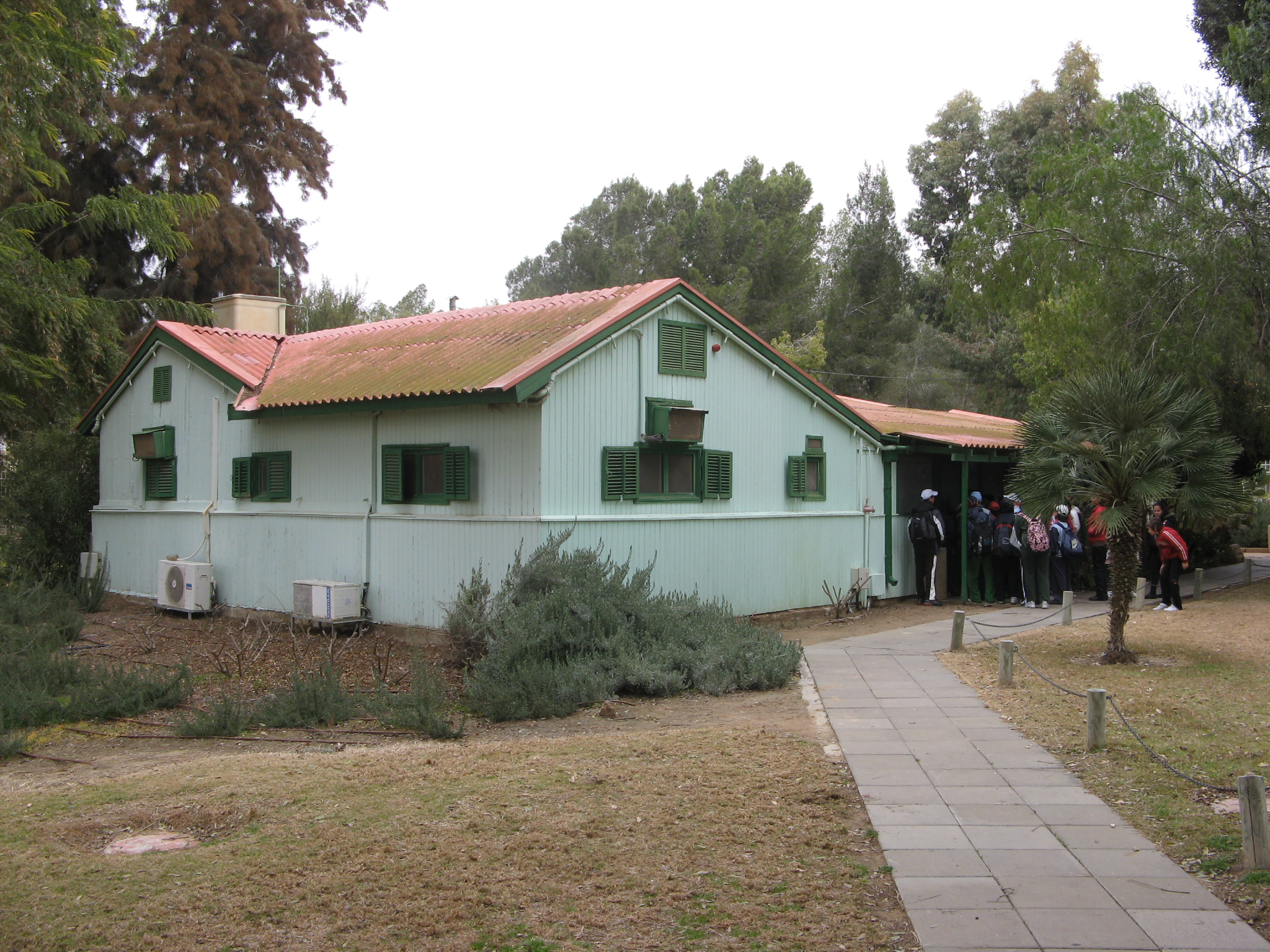
David Ben-Gurions hus, Tznt Ben-Gurion, i Sde Boker.

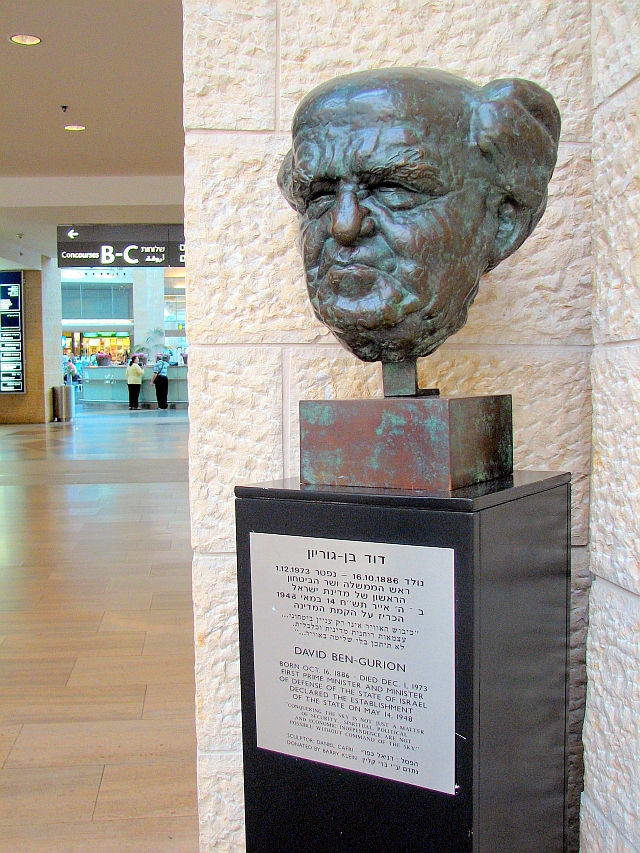
Porträttskulptur på Ben Gurions internationella flygplats av Daniel Cafri, 2007.

David Ben-Gurion (uttal (fil) - hebreiska: דָּוִד בֶּן־גּוּרִיּוֹן), ursprungligen David Grün, född 16 oktober 1886 i Płońsk, guvernementet Plock, i dåvarande Ryska imperiet, (nuvarande Polen), död 1 december 1973 i Tel HaShomer i Ramat Gan, Israel, var en israelisk politiker, som 1948 blev Israels förste premiärminister.
David Ben-Gurion utropade den självständiga staten Israel i Tel Aviv den 14 maj 1948.

## Biografi
David Ben-Gurion var son till juristen och ledaren för den försionistiska rörelsen Hovevei Zion Avigdor Grün och Scheidel [Broitman]. Han gick i en hebreisk skola, som fadern grundat. Modern dog, när han var elva år gammal. Han blev 1905 socialdemokrat som student i Warszawa. Han blev medlem av den socialistisk-sionistiska gruppen Poalei Zion ("Arbetarna för Sion") och arresterades två gånger under Ryska revolutionen 1905. Året därefter emigrerade han till Palestina, som var under osmanskt herravälde, efter att ha stiftat bekantskap med den sionistiska rörelse som förestods av Theodor Herzl och Chaim Weizmann. Han arbetade på en jordbrukskoloni i nuvarande Petah Tikva och senare en kibbutz i Galileen. Han studerade också under en period 1912 juridik i Konstantinopel men utan att ta examen. Under denna period antog han namnet Ben-Gurion efter den medeltida judiske historikern Yosef Ben-Gurion.
År 1915 utvisades David Ben-Gurion från Palestina, varefter han bosatte i New York i USA, där han verkade i enlighet med sin socialistiska och sionistiska övertygelse. Han enrollerade sig 1918 i den 38:e bataljonen av frivilligstyrkan Jewish Legion inom den brittiska armén, vilken stred mot osmanska riket i första världskriget. Han återvände 1921 till Palestina, där han medgrundade det sionistiska socialdemokratiska partiet Mapai 1930, vars ledare han blev. År 1935 blev han generalsekreterare för fackföreningsrörelsen Histadrut. Dessutom deltog han i grundandet av vad som skulle bli den israeliska armén, Haganah, och var från 1935 ordförande i den verkställande kommittén inom Jewish Agency från 1935. 1938 argumenterade han på Éviankonferensen emot att judar skulle fly till Västeuropa och Nordamerika med förhoppningen att de istället skulle välja Mellanöstern.. 
När Förenta Nationerna beslutat om Palestinas delning 1947, blev Ben-Gurion ordförande för Israels nationalråd, och året därpå blev han ledare för Haganah. Den 14 maj 1948 utsågs Ben-Gurion till provisorisk premiärminister för Israel och samtidigt försvarsminister. Han ledde därefter det påföljande kriget mot arabstaterna. Hans ämbetsperiod utmärktes av att han verkade aktivt för att uppmuntra judisk invandring till den nya staten.
Åren 1953–1955 lämnade Ben-Gurion tillfälligt politiken för ett lugnt liv på kibbutzen Sde Boker ("Herdeängen") i Negev, men i februari 1955 återkom han som försvarsminister och i november som premiärminister. Han blev därmed den som ledde invasionen av Egypten under Suezkriget, ett krig som enligt ett tal i Knesset motiverade som ett återställande av Israels "bibliska gränser". År 1963 avgick han ur regeringen. År 1965 splittrades Mapai, varvid Ben-Gurion ledde det nya partiet Rafi, som fick tio platser i 1968 års val till Knesset. Samma år bildades Arbetarepartiet av Mapai, Rafi och partiet Achdut Ka'avoda, men Ben-Gurion grundade då återigen ett nytt parti: Harashims Hamamlachtit ("Nationella listan"), som fick fyra platser i 1969 års val. Han lämnade Knesset 1970 och tillbringade sina sista tre år i Sde Boker, där han skrev på en bok om Israels tidiga historia.
David Ben-Gurion betraktas som Israels grundare och nationalfader samt som den som förmådde omsätta Hertzls och Weizmanns utopier till verklighet.
Under perioden i New York mötte han Paula Munweis (1892–1968) och gifte sig med henne 1917. Paret fick tre barn.
Ben Gurions internationella flygplats och Ben-Gurionuniversitetet i Negev är uppkallade efter honom.
| ”                  | I Israel måste man tro på mirakler, om man vill vara en realist. | „ |
| – David Ben Gurion |                                                                  |   |